# شانتال توما
شانتال توما (به فرانسوی: Chantal Thomas) نویسنده و استاد دانشگاه قرن بیستم میلادی اهل فرانسه است.